# Cantón de Herzegovina-Neretva
El cantón de Herzegovina-Neretva (en bosnio: Hercegovačko-neretvanski kanton; en croata: Hercegovačko-neretvanska županija; en serbio cirílico: Херцеговачко-неретвански кантон) es uno de los 10 cantones en que se divide la  Federación de Bosnia-Herzegovina, en Bosnia y Herzegovina. Está situado en el sur del país y comprende principalmente la zona del valle del río Neretva y zonas de Herzegovina al oeste de Mostar, su centro administrativo. El cantón tiene una extensión de 4.401 km² y una población de 225.930 habitantes en 2009. Es uno de los 4 cantones del país con mayoría croata (53,29%), aunque en el de caso de este territorio se encuentra más dividido étnicamente y se le considera de población mixta.

## Historia
Antes de la guerra en Bosnia y Herzegovina, los municipios actuales de Mostar Oriental y Berkovići formaban parte de Mostar y Stolac, mientras que Ivanica formaba parte del municipio de Trebinje.
La historia del actual cantón Herzegovina-Neretva comienza el 18 de marzo de 1994, con la firma del Acuerdo de Washington. El cantón se constituyó oficialmente el 23 de diciembre de 1996 como uno de los diez cantones de la Federación de Bosnia y Herzegovina.

## Geografía
El cantón es el único de Bosnia y Herzegovina con acceso al mar, a través del municipio de Neum. Neum es una población de 2.000 habitantes (según el censo de 1991) y sus alrededores son ricos en historia y restos arqueológicos de origen ilirio. Los ilirios fueron un pueblo que habitó los Balcanes durante miles de años. 
La ciudad más grande del cantón y la quinta de todo el país es Mostar, famosa por su puente Stari Most y la ciudad antigua, en las cercanías del puente. El puente fue reconstruido en el verano de 2004, tras ser totalmente destruido por fuerzas croatas durante la guerra de Bosnia. A la ceremonia de inauguración asistieron varios delegados extranjeros entre ellos Stjepan Mesić, presidente de Croacia. Mostar está situada a orillas del río Neretva y está habitada por mayoría de croatas y bosnios. 
Otras ciudades famosas de este cantón son Čapljina, Konjic, Jablanica y el mundialmente famoso Santuario de Medjugorje. Jablanica y Konjic son famosas por las batallas durante la Segunda Guerra Mundial y hay un gran museo en Jablanica dedicado a estas batallas.
El río Neretva pasa por las ciudades de Konjic, Jablanica, Mostar y Čapljina antes de fluir a través de Croacia hacia el mar Adriático. También hay grandes lagos en el cantón, como el lago Jablanica alrededor de la ciudad homónima. El municipio más meridional del cantón es el de Neum, junto al Adriático y el más oriental es el de Ravno, a lo largo de la frontera con Croacia.

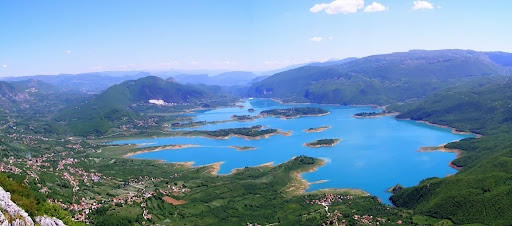
Lago Rama, Cantón de Herzegovina-Neretva

### Organización administrativa
Administrativamente, el cantón de Herzegovina-Neretva se divide en 9 municipalidades:
| Municipios  | Nacionalidad | Nacionalidad | Nacionalidad | Nacionalidad | Nacionalidad | Nacionalidad | Total   |
| Municipios  | Bosnios      | %            | Croatas      | %            | Serbios      | %            | Total   |
| ----------- | ------------ | ------------ | ------------ | ------------ | ------------ | ------------ | ------- |
| Čapljina    | 4,541        | 17.36        | 20,538       | 78.51        | 714          | 2.72         | 26,157  |
| Čitluk      | 29           | 0.15         | 17,900       | 98.67        | 18           | 0.09         | 18,140  |
| Jablanica   | 9,045        | 89.45        | 726          | 7.18         | 63           | 0.62         | 10,111  |
| Konjic      | 22,486       | 89.41        | 1,553        | 6.17         | 355          | 1.41         | 25,148  |
| Mostar      | 46,752       | 44.19        | 51,216       | 48.40        | 4,421        | 4.17         | 113,169 |
| Neum        | 63           | 1.35         | 4,543        | 97.63        | 21           | 0.45         | 4,653   |
| Prozor-Rama | 3,525        | 24.69        | 10,702       | 74.94        | 3            | 0.02         | 14,280  |
| Ravno       | 20           | 0.62         | 2,633        | 81.79        | 558          | 17.33        | 3,219   |
| Stolac      | 5,544        | 38.22        | 8,486        | 58.51        | 279          | 1.92         | 14,502  |
| Canton      | 92,005       | 41.44        | 118,297      | 53.28        | 6,432        | 2.89         | 222,007 |

## Demografía
Étnicamente, el cantón está dividido y es una sociedad mixta de población bosnia y croata a diferencia de otros cantones que están cerca de poseer una etnia única. 

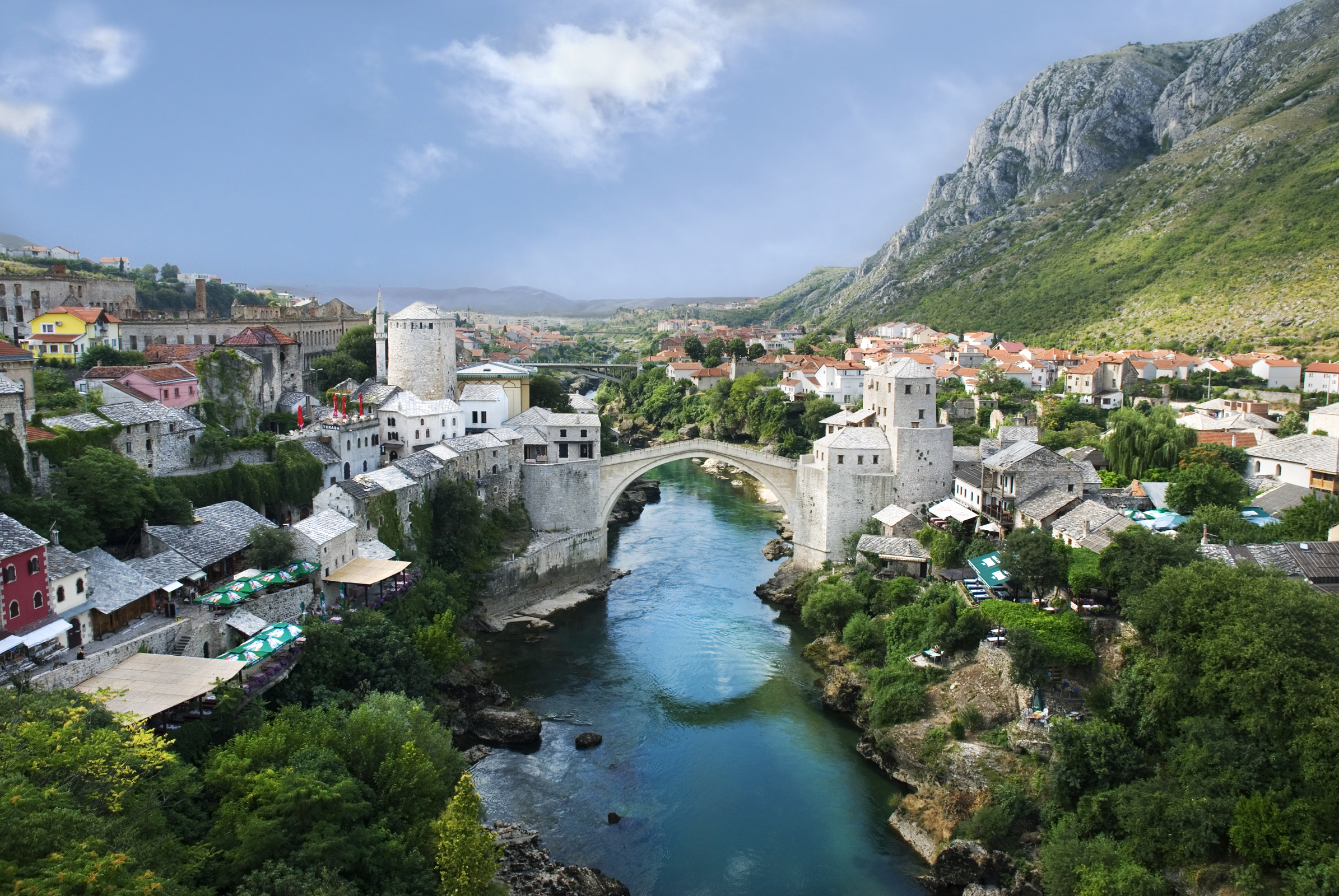
Mostar, Cantón de Herzegovina-Neretva

El cantón tiene 8 municipios.Los croatas son mayoría en los municipios de Čapljina, Čitluk, Neum, Prozor-Rama, Ravno y Stolac. Los bosnios constituyen mayoría en los municipios de Jablanica y Konjic,y también tienen una comunidad importante en Mostar. El municipio de Mostar,capital del cantón,tiene una población dividida entre Bosniocroatas y bosnios,los croatas habitan principalmente en la zona oeste del municipio y los bosnios en la zona este que se divide por el Río Neretva
En 2003, la población del Cantón de Herzegovina-Neretva era de 219.223 habitantes, divididos en: 
- Croatas: 110.714 (50,5%)
- Bosnios: 102.019 (46,5%)
- Serbios: 5.486 (2,5%)
- Otros: 1.004 (0,5%)

Según el censo de 2013, la población del Cantón de Herzegovina-Neretva era de 222.007 habitantes, divididos en: 
- Croatas: (53,29%)
- Bosnios:  (41,44%)
- Serbios: (2,90%)

## Política y gobierno
Según la ley vigente, el cantón de Herzegovina-Neretva es uno de los diez cantones de la Federación de Bosnia y Herzegovina, que es una de las dos entidades de Bosnia y Herzegovina.
El cantón de Herzegovina-Neretva tiene sus propios poderes legislativo, ejecutivo y judicial. Como cada uno de los cantones de la FBiH, tiene su propia constitución, asamblea, gobierno, símbolos y tiene una serie de competencias exclusivas (policía, educación, uso de recursos naturales, política espacial y habitacional, cultura), mientras que algunas competencias están divididas. entre autoridades cantonales y federales (salud, protección social, transporte).
Los ciudadanos del cantón de Herzegovina-Neretva votan por un total de 30 representantes en la Asamblea Cantonal cada cuatro años en las elecciones generales. Sobre la base de los resultados de las elecciones generales de 2014, el actual gobierno de HNK está formado por una coalición entre el Partido de Acción Democrática (SDA) y la Unión Democrática Croata de Bosnia y Herzegovina (HDZ BiH).

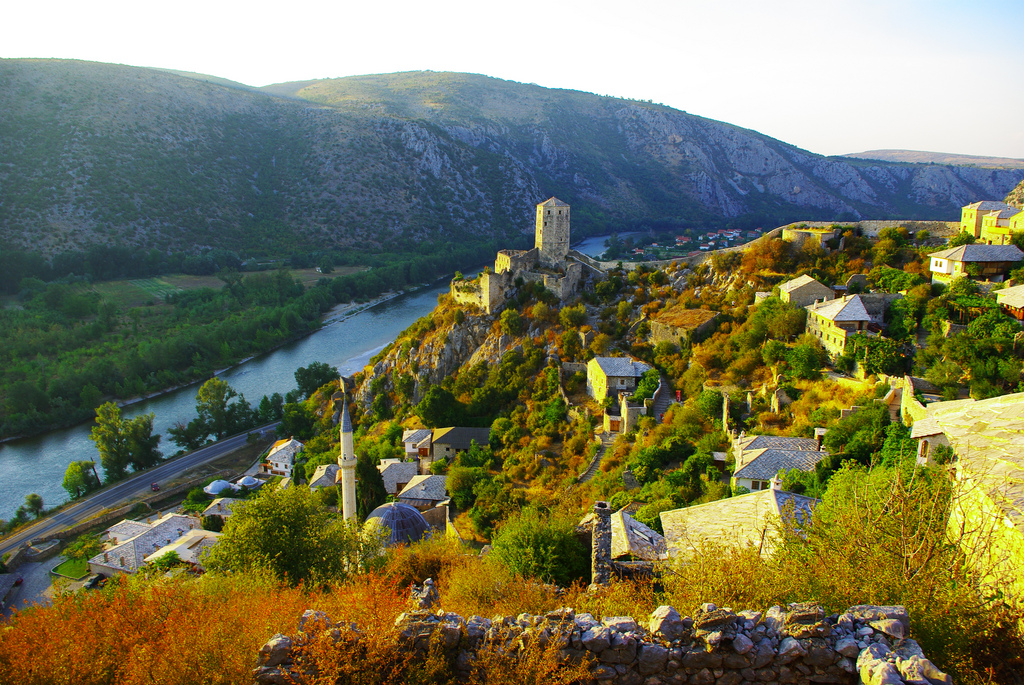
Počitelj, Municipio de Čapljina

A nivel local, los ciudadanos del cantón de Herzegovina-Neretva votan cada cuatro años en las elecciones municipales para el gobierno local en dos ciudades y otros siete municipios.

## Economía
Las industrias más sólidas según el número de empleados en el cantón de Herzegovina-Neretva (a agosto de 2017) son el comercio mayorista y minorista, la fabricación y la hostelería y la restauración. La sede económica del cantón es su capital, Mostar.

### Industria
Después del sector terciario, el sector productivo es el sector más fuerte de la economía del cantón de Herzegovina-Neretva. Las ramas más fuertes de este sector  son la industria de procesamiento y la producción de electricidad.
La industria manufacturera tiene un total de 6.798 empleados (agosto de 2017). Las industrias más fuertes son las militares (por ejemplo, Igman en Konjic), la industria de procesamiento de metales (por ejemplo, Aluminij en Mostar) y la industria alimentaria (por ejemplo, Hepok en Mostar).
La generación de electricidad también es una industria importante, esta se lleva a cabo en las principalmente en centrales hidroeléctricas en el río Neretva y sus afluentes, que en su mayoría son propiedad de Elektroprivreda HZHB (la mayor parte de la electricidad producida proviene de estas centrales hidroeléctricas).

### Turismo

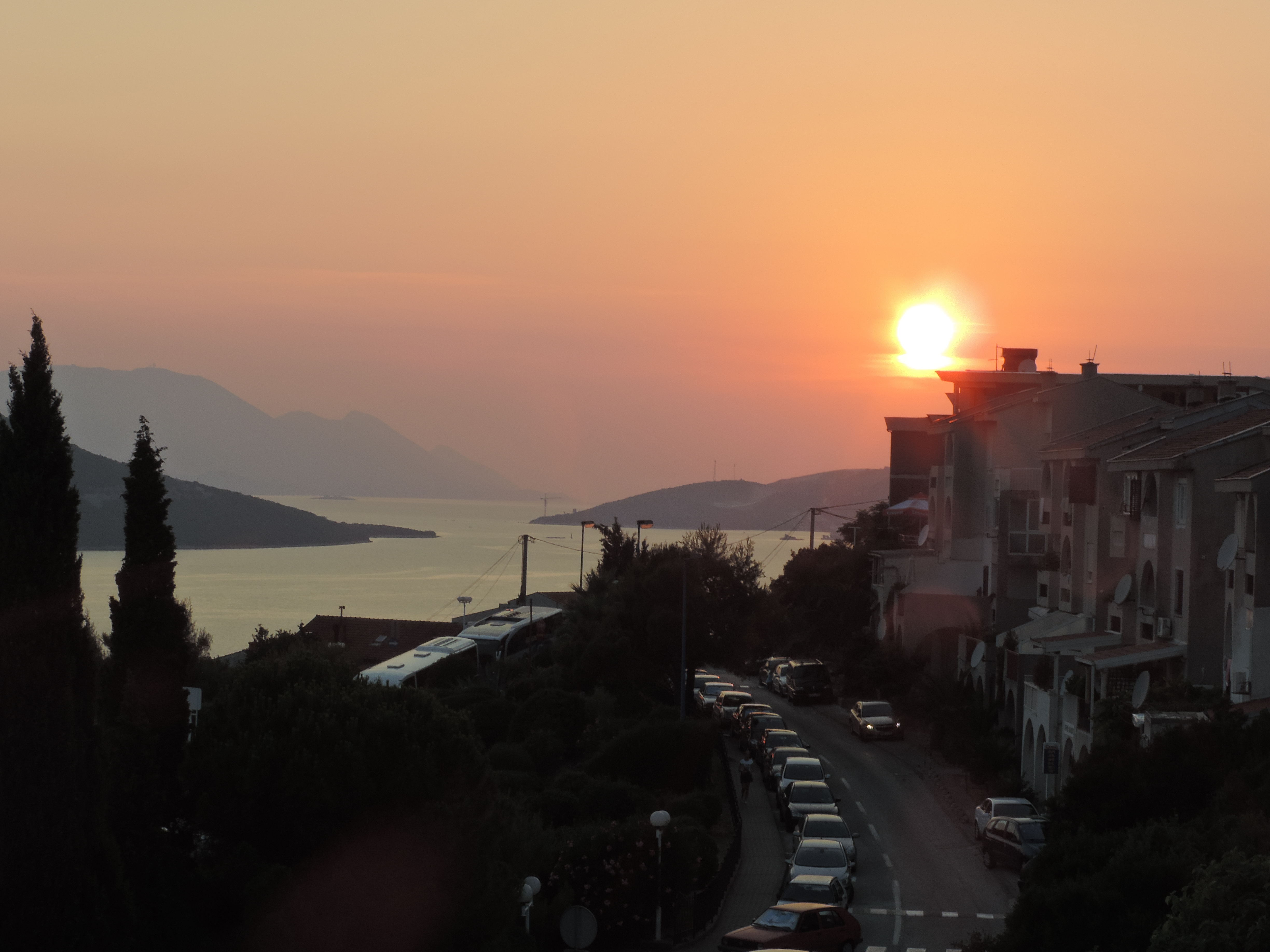
Vista de Neum, el único punto de acceso al mar en el país

El cantón de Herzegovina-Neretva, con sus parques naturales y numerosas bellezas naturales, tiene un gran potencial turístico. Según la Oficina Federal de Estadísticas, en 2014 el cantón fue visitado por 104.006 turistas extranjeros y se realizaron 208.647 pernoctaciones. Las mayores atracciones turísticas de la región son el casco antiguo de Mostar, Blagaj cerca de Mostar, Medjugorje y Neum (la única salida de Bosnia y Herzegovina al mar).

## Transporte

### Carreteras
Las siguientes carreteras y autopistas principales pasan por el cantón de Herzegovina-Neretva:
- De oeste a este: Carretera principal M2 (Klek-Zaton Doli), M6 (Grude-Trebinje) y M6.1 (Resanovci-Gacko)
- De sur a norte: autopista A1 (Svilaj-Bijača), carretera principal M17 (Bosanski Šamac-Čapljina) y M17.3 (Čapljina-Neum)

La longitud total de las carreteras en el cantón de Herzegovina-Neretva es de 362,68 kilómetros.

### Ferrocarril
El ferrocarril Ploče-Sarajevo pasa por el cantón de Herzegovina-Neretva, al que están conectados Konjic, Mostar, Jablanica y Čapljina. La longitud del ferrocarril en la región es de 126,2 kilómetros, mientras que el número total de estaciones de tren y paradas es de 28, tres de las cuales tienen conexión con la red de trenes de alta velocidad.

### Tráfico aéreo
El Aeropuerto Internacional de Mostar (OMO) es el tercer aeropuerto más transitado de Bosnia y Herzegovina después de los aeropuertos de Sarajevo y Tuzla, con un total de 53.618 pasajeros (2016).

## Educación

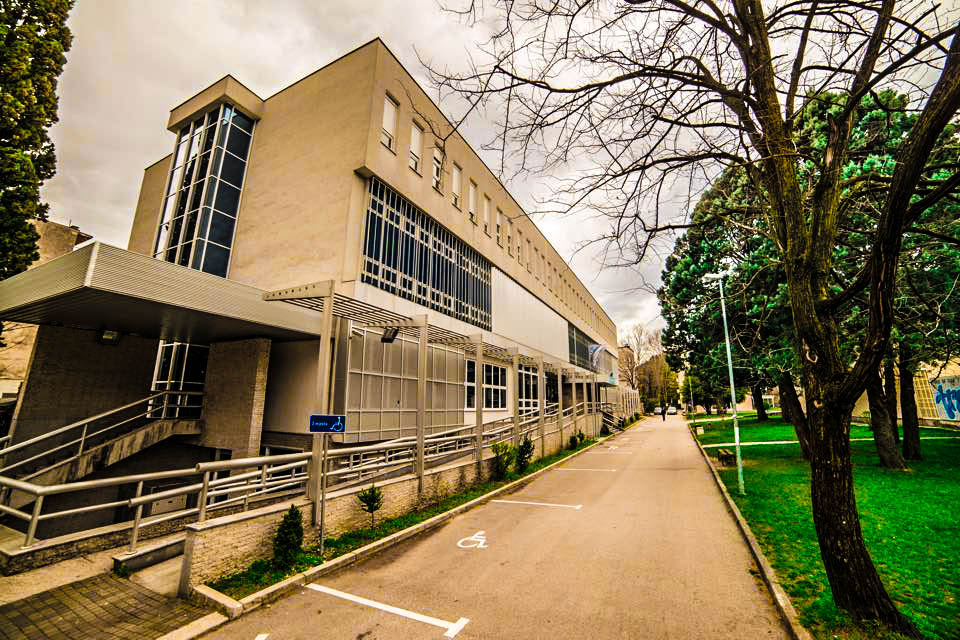
Facultad de Humanidades de la Universidad de Mostar

Hay un total de 33 escuelas secundarias (28 estatales y cinco privadas) y numerosas escuelas primarias en el cantón de Herzegovina-Neretva. Hay un total de tres universidades en este cantón
- Universidad Džemal Bijedić en Mostar con 12.000 estudiantes (2008/09) y ocho facultades
- Universidad de Mostar con 14.000 estudiantes y diez facultades.
- Universidad privada "Herzegovina" en Medjugorje y Mostar con dos facultades.